# Dartmouth College contro Woodward
La sentenza della Corte Suprema degli Stati Uniti nel Caso Dartmouth college contro Woodward (1819) è una pietra miliare nella storia della giurisprudenza statunitense. Il presidente della Corte suprema all'epoca era John Marshall, ex segretario di Stato (parificabile al nostro Ministro degli Esteri) del presidente degli Stati Uniti John Adams.

## Fatti
Il Dartmouth College era stato fondato nel 1769 da Eleazar Wheelock come fondazione privata. Il parlamento dello stato del New Hampshire cercò di ottenere il controllo del college modificandone lo statuto in modo del tutto arbitrario per farne una istituzione pubblica e installando un certo  William H. Woodward come segretario del consiglio di amministrazione. Daniel Webster, laureato di Dartmouth, sostenne che lo statuto era intoccabile, dato che predatava la fondazione dello stato del New Hampshire e fece causa contro la nomina di William H. Woodward. Il procedimento infine raggiunse la corte suprema.

## Sentenza
La decisione, emessa il 2 febbraio 1819, vide Marshall schierarsi in favore del Collegio invalidando l'atto del New Hampshire. Venne quindi garantita una maggior fiducia alle fondazioni private e non ci si limitò a ciò: le stesse società a responsabilità limitata ebbero maggiori garanzie. Solo il giudice associato Gabriel Duvall espresse il suo dissenso, la decisione fu accolta da una maggioranza, fra gli altri da Bushrod Washington, William Johnson e Henry B. Livingston